# Blandings (TV-serie)
Blandings  är en brittisk TV-serie som sändes i två säsonger mellan 2013 och 2014.
Serien är baserad på P.G. Wodehouses böcker om Lord Emsworth på godset Blandings Castle.

## Handling
Blandings följer livet på Blandings Castle, där Lord Emsworth bor tillsammans med sin dominerande syster Lady Constance, sin lågbegåvade son Freddie samt sin hårt beprövade butler Beach.

## Rollista i urval
- Timothy Spall - Clarence Threepwood, Lord Emsworth
- Jennifer Saunders - Lady Constance Keeble
- Jack Farthing - Frederick Threepwood
- Mark Williams - Beach (säsong 1)
- Tim Vine - Beach (säsong 2)
- Robert Bathurst - Sir Gregory Parsloe